# Chambre de commerce et d'industrie de Budapest
 (février 2025).
Si vous disposez d'ouvrages ou d'articles de référence ou si vous connaissez des sites web de qualité traitant du thème abordé ici, merci de compléter l'article en donnant les références utiles à sa vérifiabilité et en les liant à la section « Notes et références ».
La Chambre de Commerce et d'Industrie de Budapest (communément appelée BKIK pour Budapesti Kereskedelmi és Iparkamara en hongrois) est la Chambre de commerce de Hongrie. Son objectif et sa mission sont avant tout de promouvoir le développement et l'organisation de l'économie de la capitale, l'équité du comportement du marché et la défense des intérêts généraux communs des acteurs de l'activité économique. La Chambre de commerce et d'industrie de Budapest représente la Hongrie au sein de l'Union européenne et exerce principalement des activités de lobbying et défend les intérêts de l'économie de Budapest.

## Présidents
- Elek Nagy (hu) (depuis décembre 2018)[1]
- Gábor Csoltó (juin à décembre 2018)
- László Krisán (2017-2018)
- Dr. Zoltán Kiss (2016-2017)
- Kristóf Szatmáry (en) (2008-2016)
- Zoltán Petykó (2004-2008)
- László Koji (1997-2004)
- Imre Tóth (1994-1997)
- Antal Éber (hu) (1930-1940)
- Artúr Belatiny (1920-1930)
- János Szüry (hu) (1920)
- Leó Lánczy (en) (1893-1920)
- Mór Wahrmann (en) (1891-1892)
- baron Frigyes Kochmeister (1859-1891)
- Rudolf Fuchs (1857-1859)
- Antal Valero (1850-1853)